# Guáimaro
Koordinaten: 21° 4′ N, 77° 21′ W
Guáimaro ist ein Municipio und eine Stadt im südlichen Teil der kubanischen Provinz Camagüey. Sie befindet sich zwischen Camagüey und Victoria de Las Tunas.

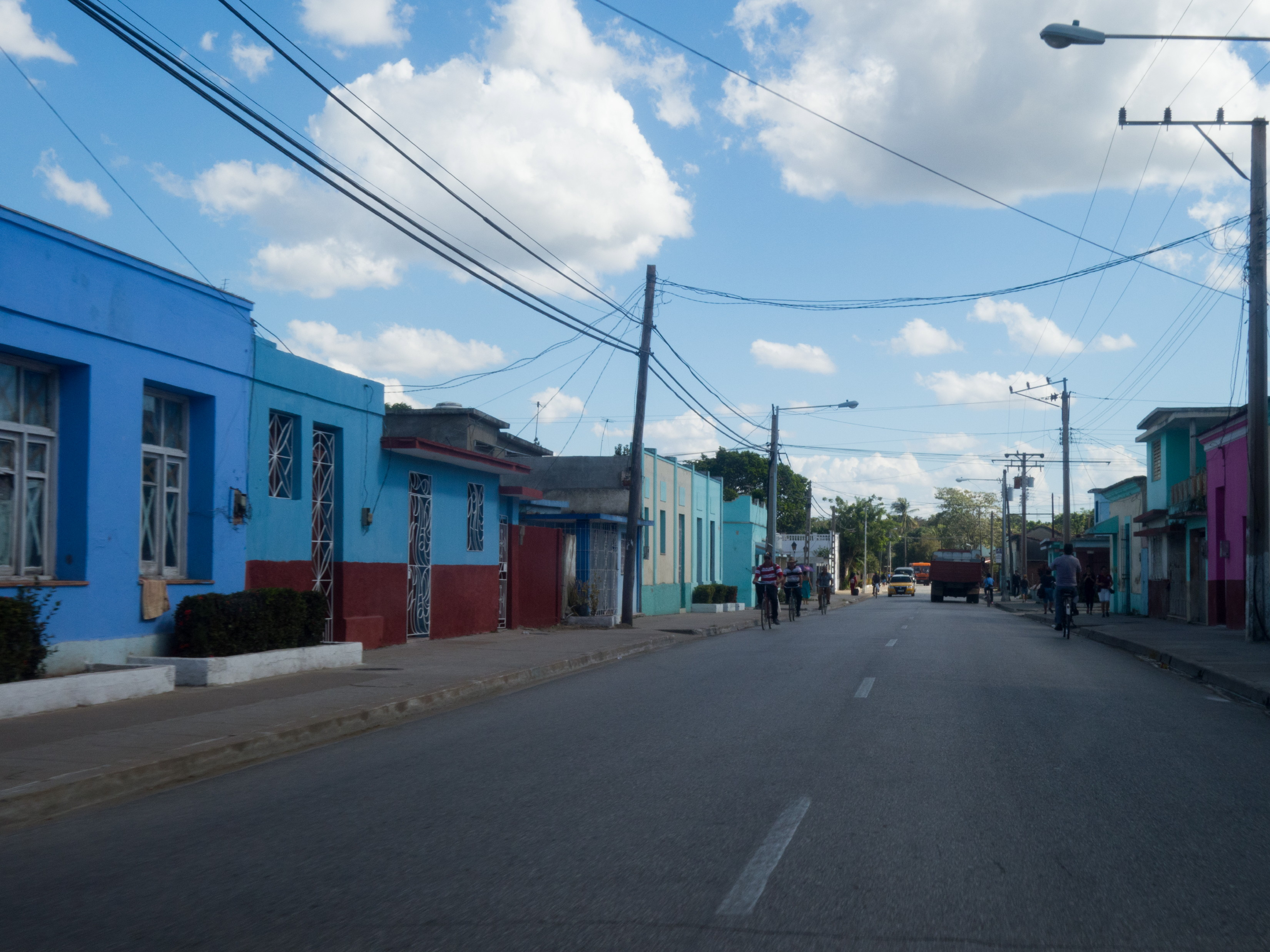
Guáimaro, Hauptstraße

Die Gemeinde entstand 1943, als sie sich von der Stadt Camagüey abspaltete. Guáimaro ist in die Barrios Elia, Camaniguán, Galbis, Guáimaro, Palo Seco, Tetuán und Pilar gegliedert.
Die Stadt spielte eine wichtige Rolle in der Geschichte Kubas, da sich hier 1869 die Revolutionärsarmee der Mambí trafen, um zum ersten Mal eine Verfassung eines von spanischer Herrschaft befreiten Kuba zu erarbeiten.

## Demographie
2004 zählte das Municipio Guáimaro 57.087 Einwohner. Mit einer Gesamtfläche von 1847 km²  besitzt die Stadt eine Bevölkerungsdichte von 30,9 Einwohnern/km².

## Söhne und Töchter
- Roberto Fabelo (* 1950), Maler, Bildhauer und Illustrator
- Félix González-Torres (1957–1996), Installationskünstler, Fotograf und Bildhauer